# Kathedrale von Gniezno

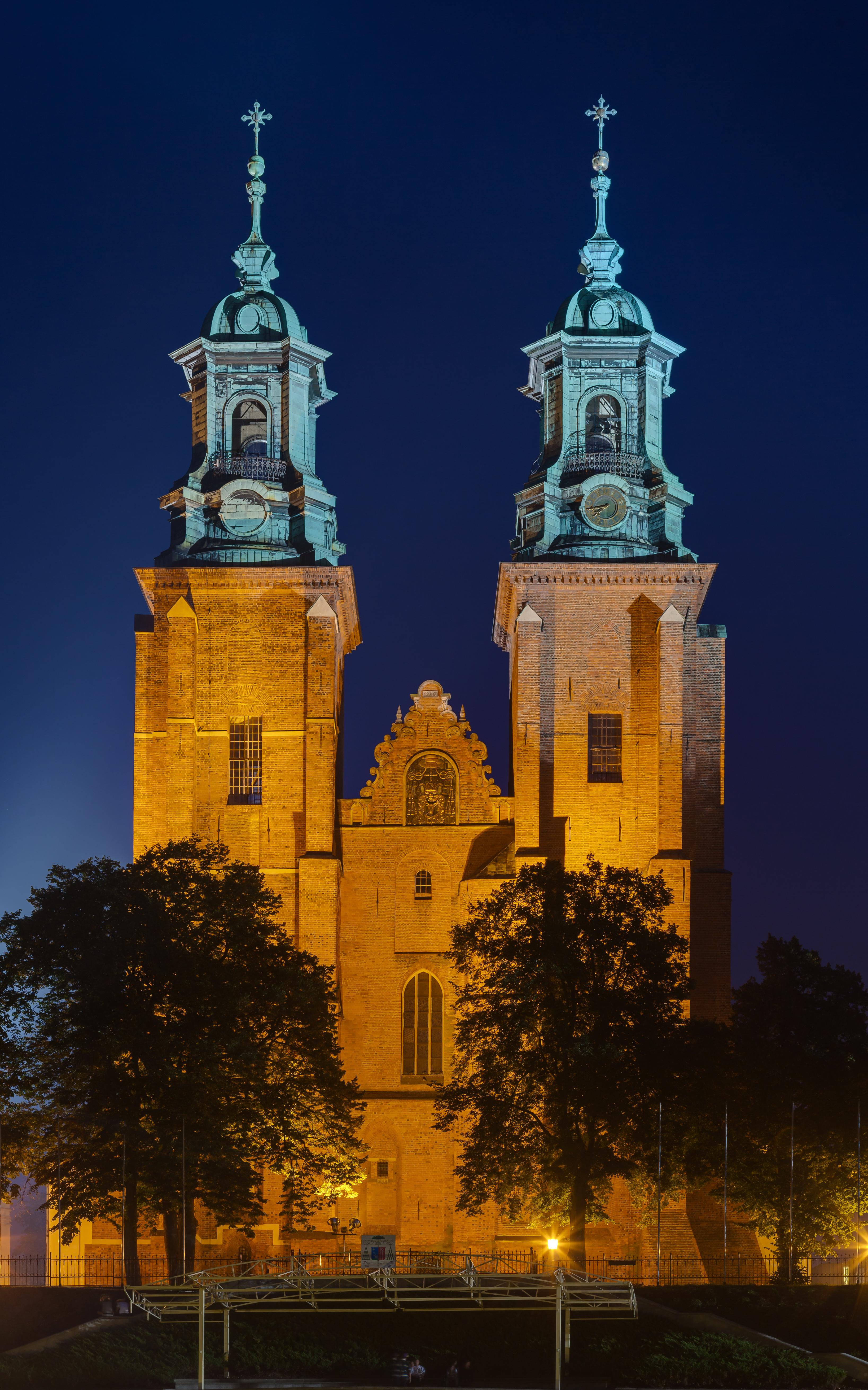
Kathedrale von Gniezno

Die Kathedrale von Gniezno, aus der Neigung zu schmückenden  Titeln oft Erzkathedrale von Gniezno oder Primas-Basilika der Himmelfahrt unserer Herrin Maria genannt (poln.: Archikatedra gnieźnieńska oder Bazylika prymasowska Wniebowzięcia NMP), ist die Hauptkirche des Erzbischofs von Gniezno und Primas Poloniae mit dem Status einer Basilica minor. Sie ist zugleich das Sanktuarium Wojciechs (des ersten Heiligen Polens) und damit eines der bedeutendsten Kirchengebäude Polens. Es befindet sich auf dem Lech-Hügel in Gniezno (deutsch Gnesen).

## Geschichte

### Anfänge und Errichtung
Die Anfänge der Kathedrale von Gniezno reichen bis ins 9. Jahrhundert zurück, als das rechteckige und einschiffige Oratorium erbaut wurde. Gegen Ende des 10. Jahrhunderts erweiterte Mieszko I. das Oratorium um ein Gotteshaus nach dem Plan eines Lateinischen Kreuzes. Im Jahre 977 wurde in diesem Gotteshaus Prinzessin Dobrawa, die Ehefrau Mieszko I., bestattet. Vor der Ankunft der Reliquien Wojciechs, des heiligen Adalbert von Prag, in Gniezno baute Polens Fürst Bolesław I. Chrobry das Gotteshaus weiter aus, so dass seine äußeren Mauern nun ein Rechteck bildeten. Im Jahre 999 fand hier die Beerdigung Wojciechs mit seinen Kanonikern statt.
Zwischen dem 7. und 15. März 1000 traf der Römisch-deutsche Kaiser Otto III. in Gniezno ein, um am Grab des Hl. Wojciech zu beten. Es fand damals der erste Akt von Gnesen statt, bei dem Polens Fürst Bolesław I. Chrobry mit Kaiser Otto III. den Plan zur Errichtung eines gemeinsamen Königreichs von Deutschen, Franzosen, Engländern, Römern und den slawischen Gebieten diskutierte. Es wurde das Erzbistum Gniezno geschaffen und das Gotteshaus in den Rang einer Kathedrale erhoben. Erster Erzbischof von Gniezno wurde Gaudentius. Im Jahre 1018 brannte die Kathedrale völlig aus, war aber nach sieben Jahren wiederaufgebaut.
Am 18. April 1025 wurde Bolesław I. Chrobry in der Kathedrale zum ersten König Polens gekrönt und nach seinem Tode am 25. Dezember 1025 dessen Sohn Mieszko II. Lambert. 1038 attackierte der tschechische Fürst Břetislav I. die Kathedrale, zerstörte sie und raubte u. a. die Gebeine des Hl. Wojciechs, die er für sein Volk beanspruchte und deshalb in Prag bestatten ließ. Die Kathedrale von Gniezno – fortan ohne Reliquien Wojciechs – wurde durch Polen während der Folgejahre im romanischen Baustil wieder aufgebaut und 1064 geweiht. In dieser neuen Kathedrale krönte man 1076 nach dem Tode Mieszkos II. den legitimen Nachfolger Bolesław II. Szczodry zum König. Gegen Ende des 11. Jahrhunderts gab es im Osten der Kathedrale eine Baukatastrophe.

### 12. bis 18. Jahrhundert

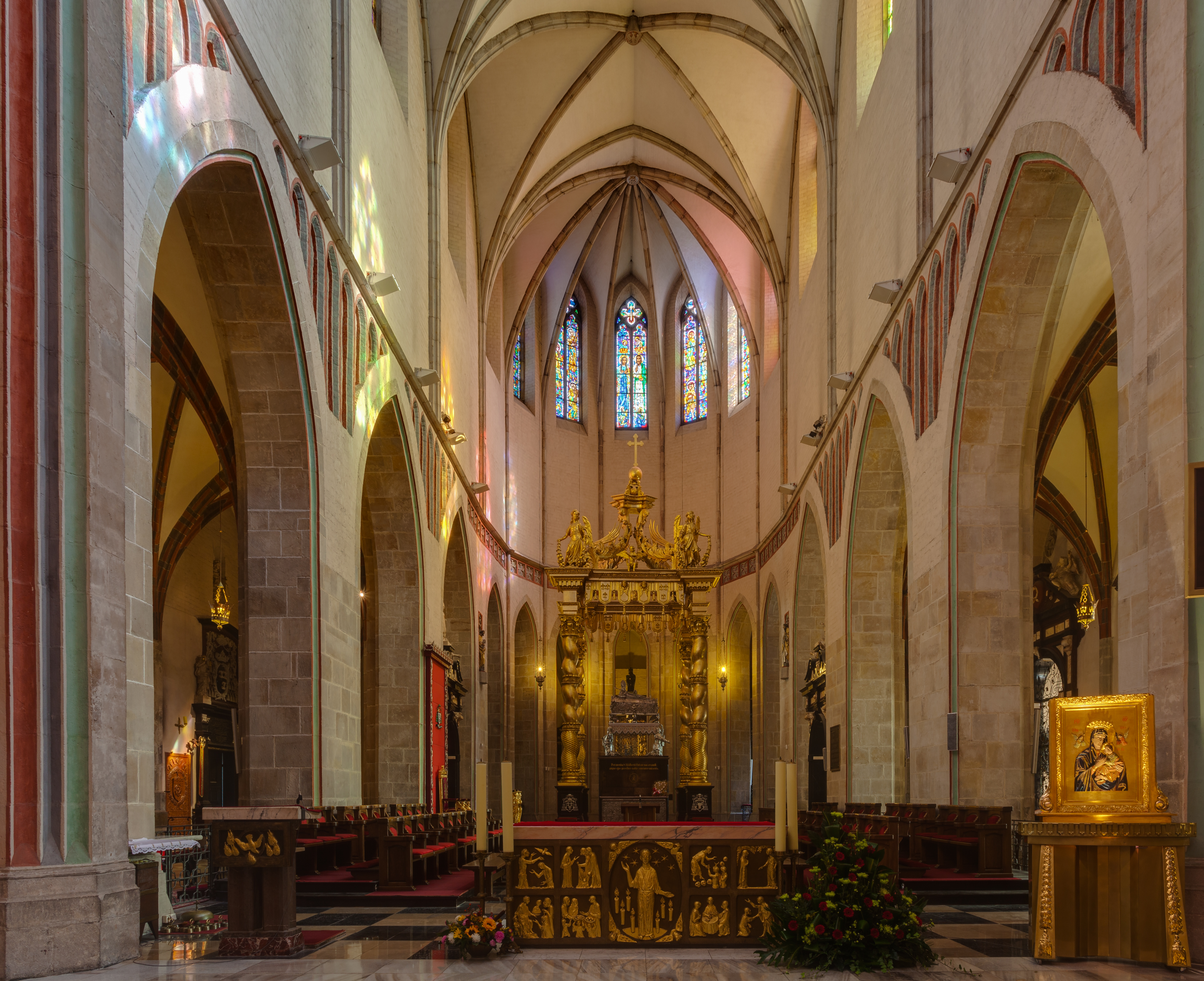
Chor, Blendtriforien in den Zwickeln zwischen den Arkadenbögen (statt wie üblich über deren Scheiteln)

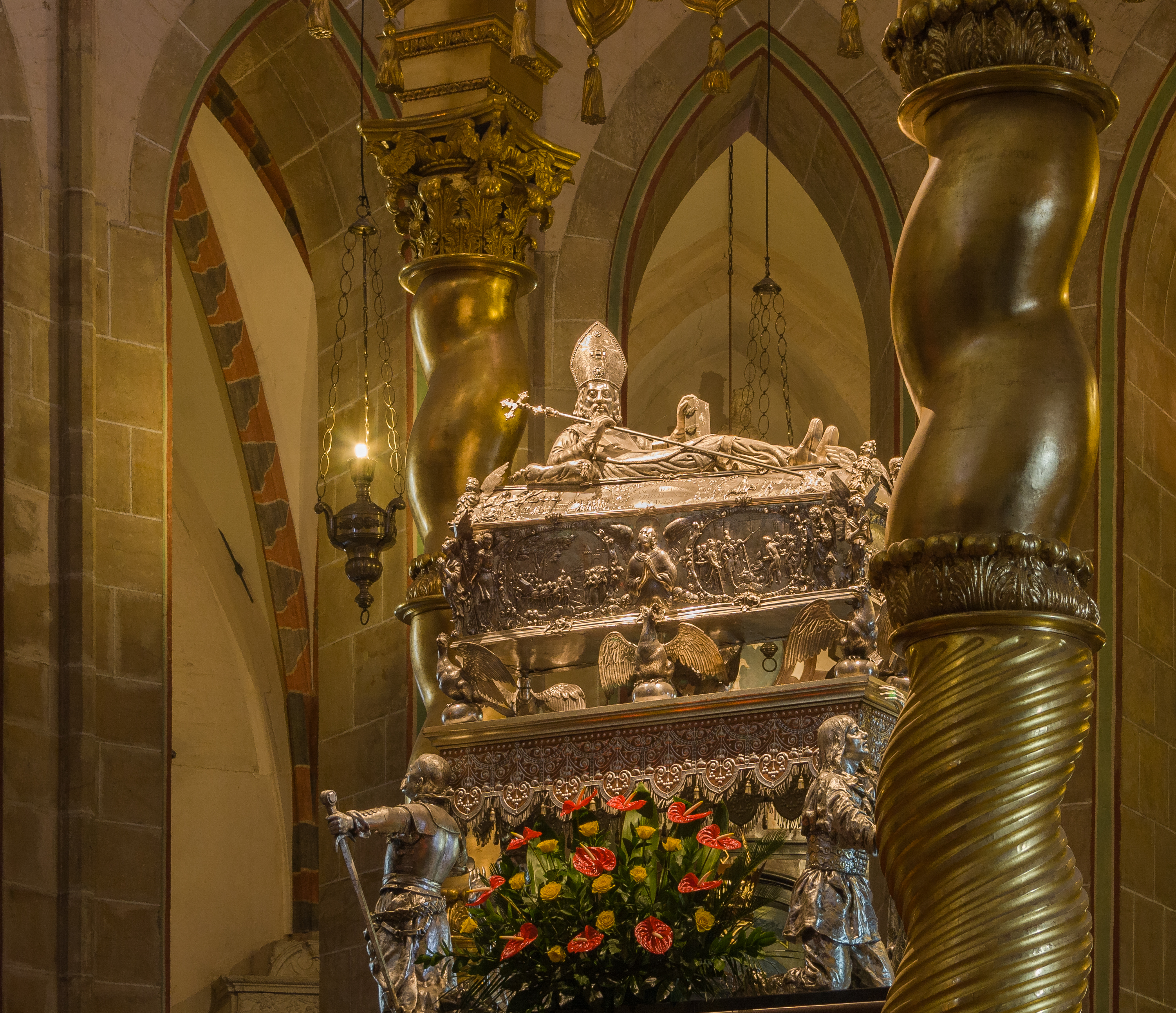
Reliquien Wojciechs im silbernen Castrum doloris, (Peter v.d. Rennen, 1662)

Während der Jahre 1103 und 1104 fand in der Kathedrale von Gniezno eine Synode unter Beteiligung eines Legaten des Heiligen Stuhls statt, bei der es um die Wiederbeschaffung und zukünftige Aufbewahrung der Wojciech-Reliquien in der Kathedrale ging. Ein paar Jahre später kam Fürst Bolesław III. Schiefmund ans Grabmal des Hl. Wojciech, um davor zu beten. 1127 wurde die Wiederbeschaffung und Aufbewahrung des  Kopfs von Wojciech in der Kathedrale gefeiert. Um 1175 wurde die bronzene, rotgegossene Bronzetür von Gniezno mit dem darauf dargestellten Martyriums Wojciechs gestiftet. Im Jahre 1177 fand in der Kathedrale von Gniezno der Große Kongress statt, auf dem der großpolnische Fürst Mieszko III. Stary als dux totius Poloniae (Herrscher ganz Polens) auftrat.
Im Jahre 1295 fand in der Kathedrale von Gniezno die zweitletzte Königskrönung statt. Zum König wurde Fürst Przemysł II. gekrönt. Fünf Jahre später marschierten in Gniezno bewaffnete Truppen des tschechischen Königs Václav II. ein. Der ließ sich daraufhin 1300 in der Kathedrale zum neuen König von Polen krönen. Dies war die letzte Krönung in Gniezno. Im Jahre 1331 marschierten Deutsche Kreuzritter in die erste Hauptstadt Polens ein und zerstörten die Kathedrale vollständig. Zehn Jahre später ließ Erzbischof Jarosław Bogoria auf dem Terrain der zerstörten Kathedrale ein gotisches Gotteshaus erbauen. Er weihte die neue Kathedrale zusammen mit seinem ganzen Domkapitel im Jahre 1378, aber fertiggestellt wurde der Bau erst 1390. König Kazimierz III. Wielki, der den Wiederaufbau sehr unterstützte, war ebenfalls anwesend. Gegen Ende des 14. Jahrhunderts wurden das Presbyterium und das Kirchenschiff fertiggestellt. Die Kathedrale von Gniezno war nun durch eine vierzehnte Kapelle gekrönt. Seit 1419 obliegt dem Erzbischof von Gniezno die Funktion des Primas Poloniae. Der erste Primas von Polen war Mikołaj Trąba. Im 16. Jahrhundert wurde der südliche Westturm angefügt.
1613 brannte das Dach und das Helmdach der Kathedrale. Sieben Jahre danach besuchte der polnische Organist und Komponist Adam z Wągrowca die Kathedrale, um die neue Orgel auszuprobieren. Während der Jahre 1641 bis 1652 verwirklichte Primas Maciej Łubieński die Barockisierung des Innenraums der Kathedrale. Sein Amtsnachfolger führte die Arbeiten fort und bestellte 1660 bei Peter von der Rennen ein silbernes, frühbarockes Castrum doloris als Reliquiar des Hl. Wojciech, das unter dem Ziborium (Altaraufbau) der Kathedrale seinen Platz finden sollte. Der Danziger Künstler fertigte 1660 bis 1662 damit eines seiner bedeutendsten Kunstwerke, für das er neben seinem späteren Werk, dem Silberkatafalk in der Krakauer Wawel-Kathedrale, bekannt ist.
Im Jahr 1760 zerstörte der nächste Brand das Kathedral- und Helmdach und das Gewölbe des Presbyteriums stürzte ein. Im Laufe der folgenden Jahre veranlasste Primas Władysław Aleksander Łubieński deshalb einen Umbau des Innenraums im klassizistischen Stil, lediglich barocke Elemente, die wegen Verschleißes in naher Zukunft ausgetauscht werden würden, blieben unverändert.

### 19. bis 21. Jahrhundert

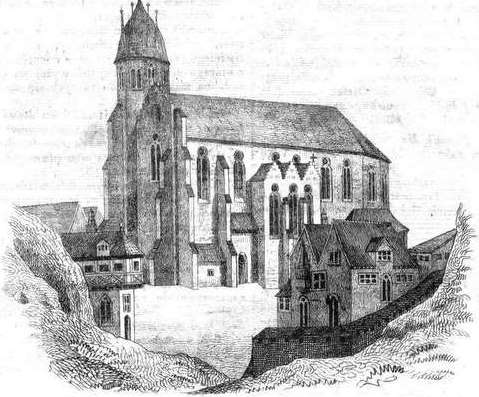
Druck von 1843 nach einem Gemälde aus dem 15. Jh. (Darstellung etwas verkürzt, zu wenige Seitenfenster): ohne Südturm und die barocken und klassizistischen Anbauten

Im Jahre 1809 richteten Napoleons Truppen in der Kathedrale ihr Militärlager ein, das nach ihrer Flucht zerstört wurde. Den Titel Basilica minor wies Papst Pius XI. der Kathedrale von Gniezno im Jahre 1931 zu. Nach dem Überfall auf Polen des Deutschen Reiches 1939 wurde die Kathedrale als Konzerthaus benutzt. Die Rote Armee dagegen nahm die Kathedrale 1945 auf dem Weg nach Berlin vorsätzlich unter Beschuss und gab anschließend vor, dies sei im Kampf gegen Hitler unvermeidlich gewesen. Doch die Eröffnung des Militärfeuers auf die Kathedrale stand in keiner Verbindung mit dem Kampf gegen Hitler, da die Stadt vorher bereits der Roten Armee ohne Widerstand übergeben worden war. Infolge des vorsätzlichen Angriffs der Roten Armee brannten die Kathedraltürme sowie das Dach des Mittelschiffes völlig aus. Dabei wurde auch das gotische Gewölbe über der Empore, die Orgel sowie das Chorgestühl zerstört. Die Seitenschiffe und Kapellen wurden nur geringfügig beschädigt. Während der 1950er und 1960er Jahren restaurierte Polen die Kathedrale mit großem Engagement und verknüpfte ihren Wiederaufbau mit einer Regotisierung: Sämtliche barocke und klassizistische Überformungen des 18. und 19. Jahrhunderts im Presbyterium und Langhaus wurden nun in gotische Formen zurücktransformiert. Übrig blieben das silberne Ziborium und die während des Krieges unbeschadeten Kathedralkapellen.
Am 3. Juni 1979 besuchte Papst Johannes Paul II. die Kathedrale. Im Jahre 1992 wurde Józef Glemp als Erzbischof von Warschau zum neuen Primas von Polen ernannt, wodurch Gniezno den Titel der Primas-Hauptstadt verlor.
Am 26. Juni 2010 fand die feierliche Amtsübernahme des neuen Metropoliten von Gniezno und Primas Józef Kowalczyk statt. Seitdem ist die Kathedrale auch wieder Hauptkirche des Primas Poloniae (Primas von Polen).
2017 wurde die Kirche zum Pomnik historii (Geschichtsdenkmal) erklärt.

## Architektur
Das heutige Erscheinungsbild ist bestimmt von der ab 1945 nach den Kriegszerstörungen vorgenommenen Zurückführung der im 17. und 18. Jahrhundert barock überformten Gestalt auf die ursprünglichen Elemente der Backsteingotik, also im Wesentlichen die im 14. Jahrhundert errichteten Teile.

### Außenbau

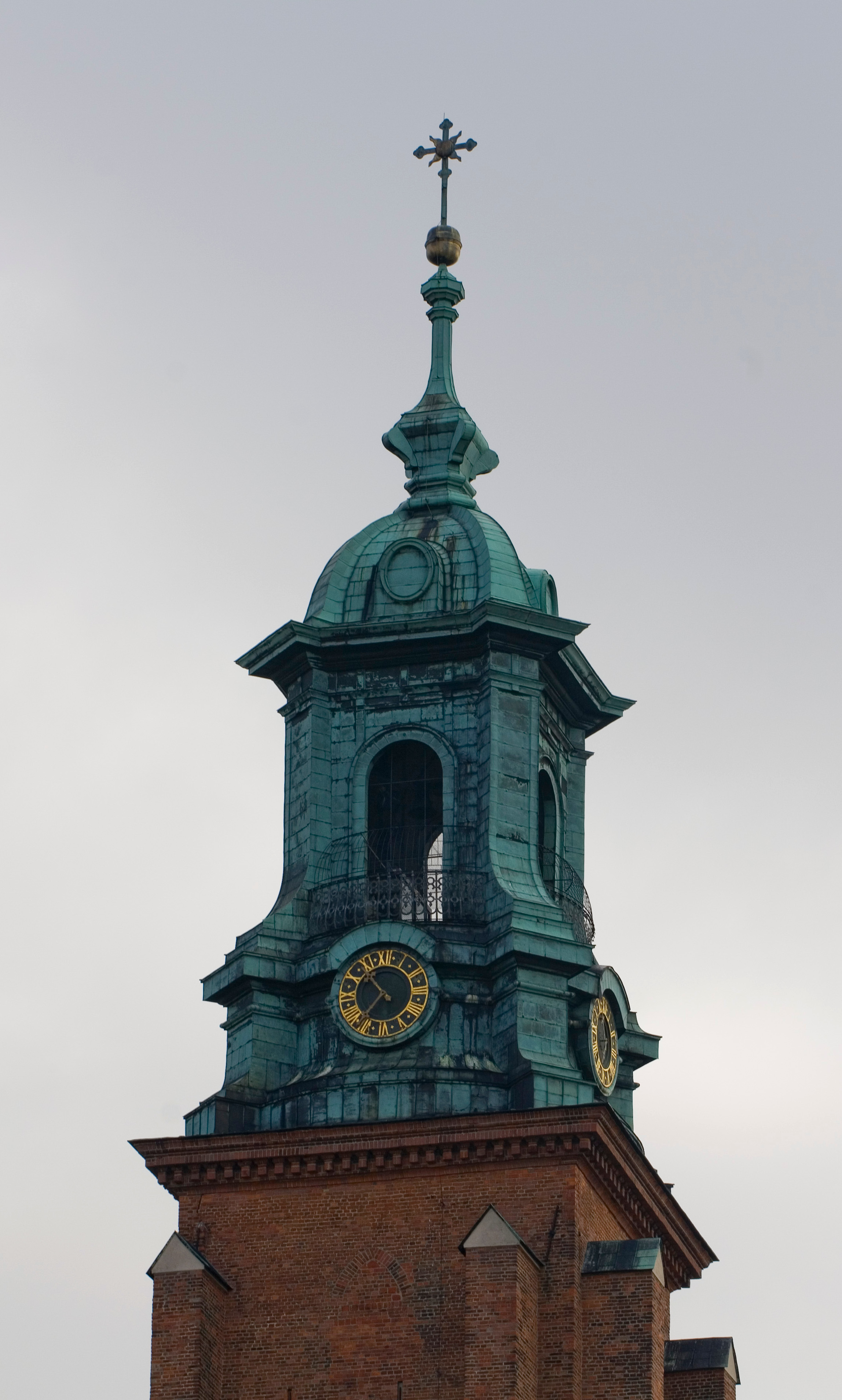
Detail von einem der zwei Türme

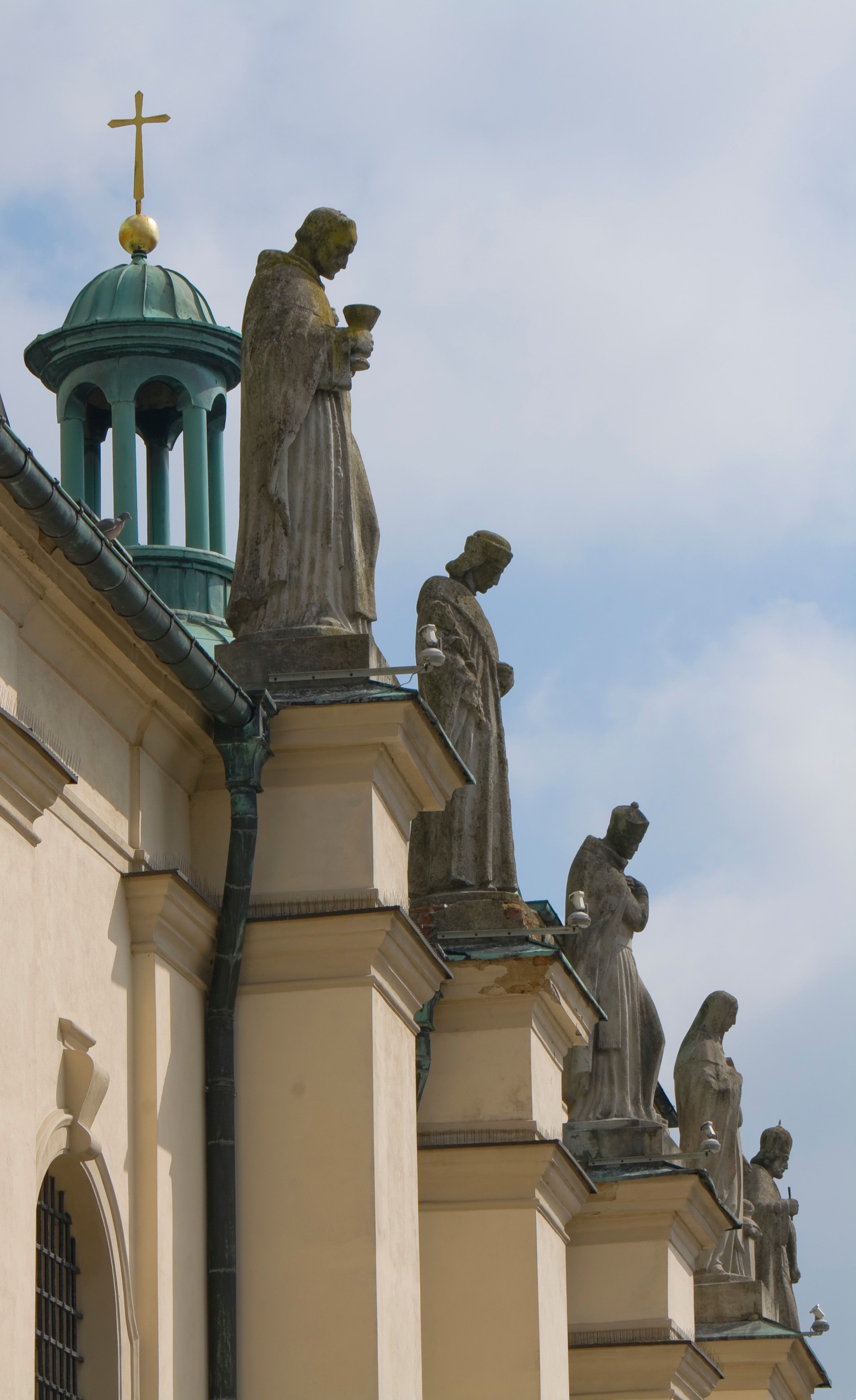
Statuen auf dem Dach der Kathedrale

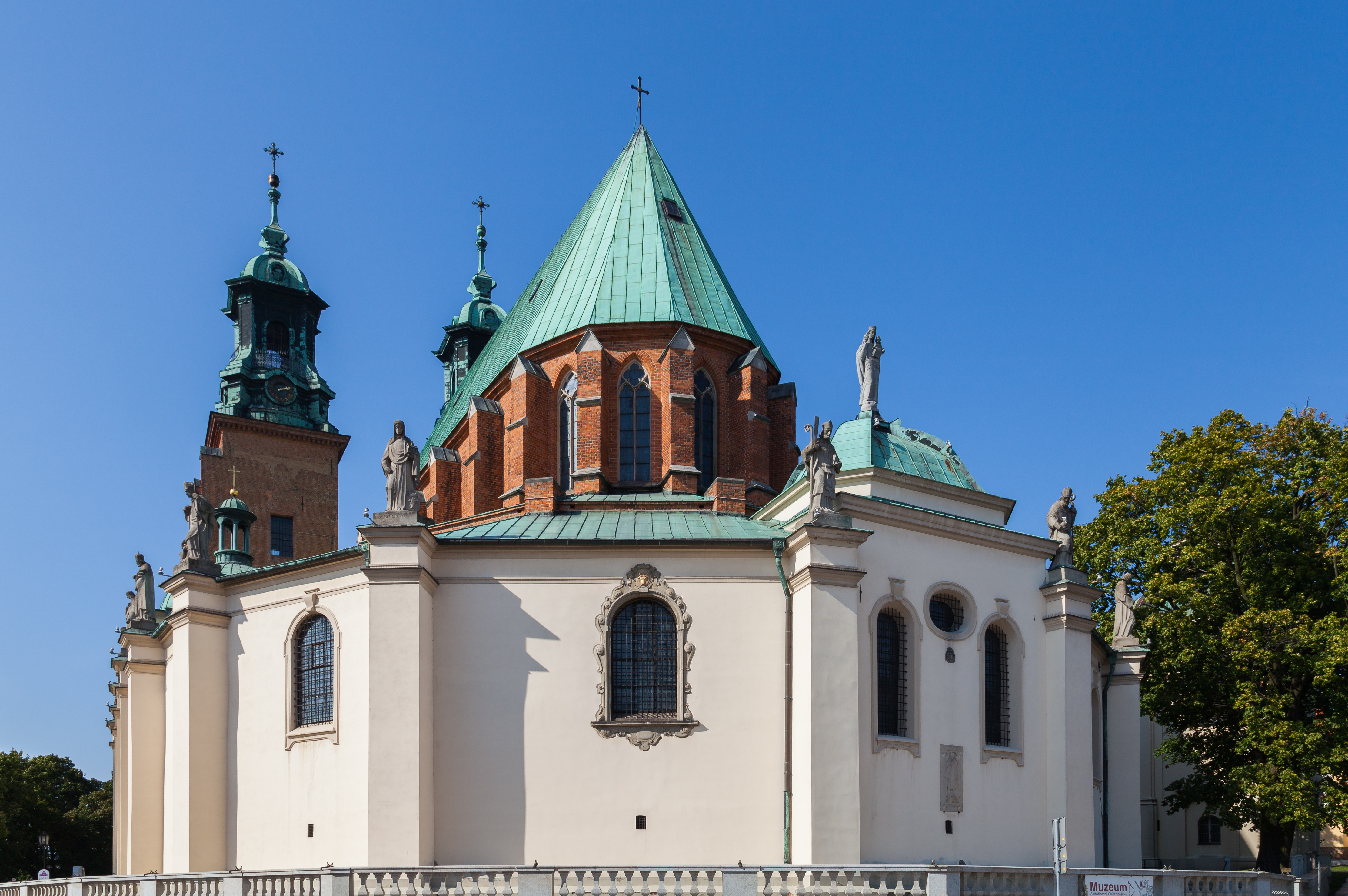
Barocker Anbau der Erzkathedrale

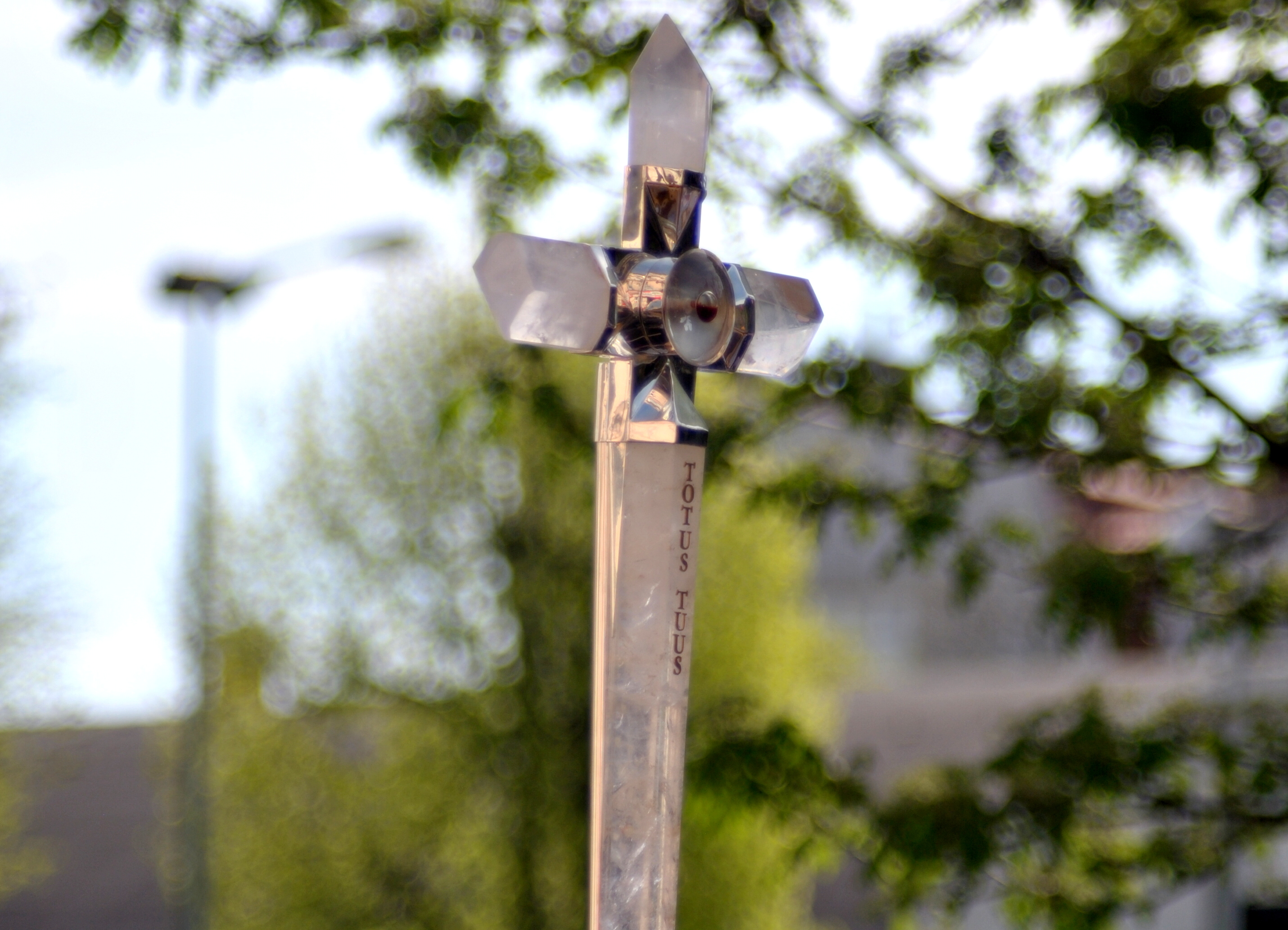
Reliquie des seligen Blutes Joh. Paul II. in der Erzkathedrale von Gniezno

Nur die laternenartigen Aufbauten der Westtürme wurden in der den Bewohnern gewohnten Form wieder errichtet. Auch der Kapellenkranz um den Ostchor und entlang des Langhauses zeigt barocke Formen.
Auf den Traufkanten der Seitenkapellen stehen auf hohen Pfeilervorlagen Statuen polnischer Heiliger und Seliger, angefertigt in der Werkstatt von M. Rożek in den Jahren 1932 bis 1936.

#### Nebenräume
Die Vikar-Sakristei befindet sich zwischen der Kaplica doktorów und der Kaplica św. Walentego mit Eingang zur Erzkathedrale sowie zur Prälats-Sakristei, die von Kanoniker und Bischöfen verwendet wird.
Der Eingang für Touristen befindet sich an der Südseite. Dort gibt es auch einen Aufgang zur Aussichtsplattform auf dem Südturm der Erzkathedrale.

### Grundriss und Inneres

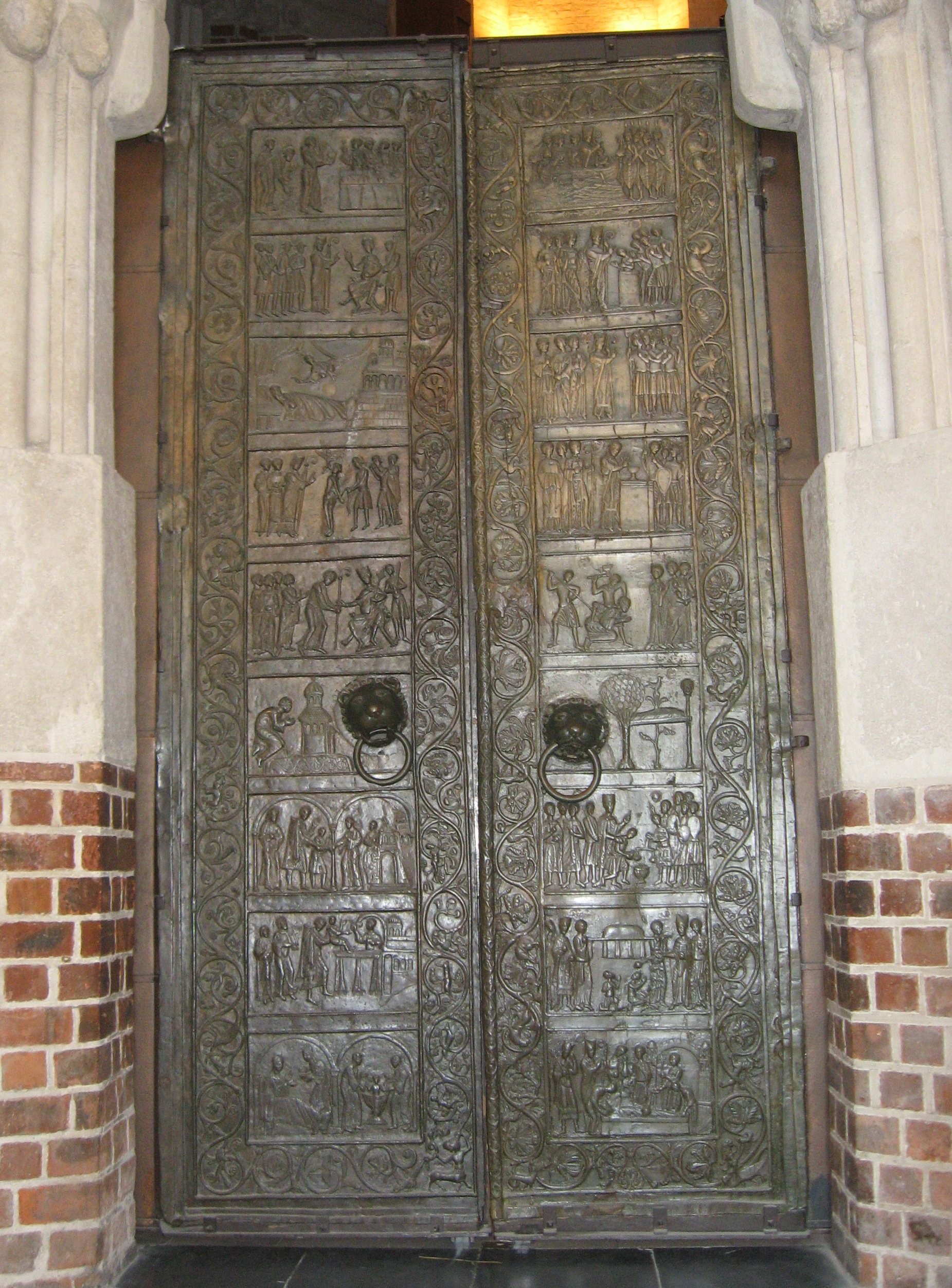
Bronzetür von Gniezno mit der Darstellung des Martyriums
des Hl. Wojciech

Der Dom ist eine dreischiffige Basilika mit Umgangschor. Der Grundriss erinnert stark an den Posener Dom. Das Kirchenschiff ist umgeben von einem Kranz aus Seitenkapellen, die dem Bau einen geschlossenen Umriss verleihen.
Die reich mit plastischen Motiven versehenen Unterzüge der Arkadenbögen bestehen ungewöhnlicherweise teils aus Stuck, wie es sonst nur noch in der Vorhalle des Frauenburger Doms vorkommt. Ein Querhaus fehlt, aur an den Pfeilerformen ist der Übergang zwischen Langhaus und Chor erkennbar. In Höhe des ersten Langhausjoches von Westen öffnen sich Durchgänge zu den Portalvorhallen, im Süden mit den berühmten Bronzetüren und der Skulptur Christi als Weltenrichter.
Zwischen den Türmen befindet sich der heute als Schatzkammer genutzte ehemalige Kapitelsaal.

## Ausstattung
Die Nord- und Südseite der Erzkathedrale besitzen Eingangshallen. In der nördlichen Eingangshalle sind die großen zweiflügeligen Kirchenportale sehenswert, die um 1400 entstanden und von innen mit den fünf polnischen Königen, die in der Erzkathedrale gekrönt wurden, bebildert sind. Von der nördlichen Eingangshalle gelangt man auch zum Souvenir-Shop, Pilgerbüro und zum Erzdiösanbüro. Sehenswert an der südlichen Kathedralseite ist ein Kirchenportal aus der zweiten Hälfte des 14. Jahrhunderts mit dem Tympanon Sądu Ostatecznego (Das jüngste Gericht), und einem Säulengewände, das statt der üblichen Kapitelle menschliche Köpfe trägt. Bedeutender sind die großartigen Bronzetüren von etwa 1175, die in 18 Szenen das Martyrium Wojciechs zeigt. Ihnen ist ein eigener Hauptartikel zur Gnesener Bronzetür gewidmet. Die von außen zu besichtigende Flügeltür ist geschlossen und wird nur zu besonderen Feierlichkeiten geöffnet, z. B. wenn der Erzbischof zu Ehren des Hl. Wojciech hindurchgeht.
Inmitten des Chors der Erzkathedrale steht ein vergoldetes Ziborium, unter dem das frühbarocke Reliquiar des Hl. Wojciech zu sehen ist, ein kleines Castrum doloris aus ziseliertem Silberblech, geschaffen von dem Danziger Goldschmied Peter von der Rennen im Jahre 1662. Nach einem spektakulären Diebstahl im Jahre 1986 musste das teilweise zerstörte Werk restauriert und rekonstruiert werden. Hinter dem Reliquiar befindet sich die von Hans Brandt aus Danzig 1478 bis 1486 in rotem Marmor geschaffene Grabplatte Wojciechs auf einer Tumba mit älteren Reliefresten. An der Nordseite des Presbyteriums steht seit 1835 ein vergoldeter Thron, über dem das Wappen des jeweils amtierenden Erzbischof von Gniezno zu sehen ist, derzeit das Wappen Józef Kowalczyks. Vor dem Thron steht ein vergoldeter Betstuhl mit dem Wappen Primas Wyszyńskis zur Erinnerung an den populären, um die deutsch-polnische Versöhnung verdienten polnischen Primas. Das Chorgestühl für die Mitglieder des Domkapitels ist auf beide Seiten des Presbyteriums verteilt. Hier befindet sich auch der Hochaltar mit dem Flachrelief des Hl. Wojciech. Zwischen Kirchenschiff und Chor spannt sich in der Höhe ein Balken mit dem aus Lindenholz geschnitztem, spätgotischen Triumphkreuz aus Lindenholz, geschaffen von Hans Brandt aus Danzig.

### Grabmäler
Der Gnesener Dom ist sie die letzte Ruhestätte vieler hochrangiger polnischer Geistlichen. Hervorzuheben ist die 1495 von Veit Stoß geschaffene Grabplatte aus rotem Marmor für Erzbischof Zbigniew Oleśnicki, sie befindet sich aufrecht stehend an der Westwand des Mittelschiffs.
Grabmäler für die Erzbischöfe Nikolaus Dzierzgowski (1554) und Andrzej Krzycki († 1537) von Canavesi befinden sich in der Chorkapelle neben dem Südportal.
Im Chorumgang findet man die Bronze-Grabplatte des Jakub z Sienna aus dem späten 15. Jahrhundert, vier Grabplatten der Stiftung Primas Łaskis, sowie das Stefan-Wyszyński-Denkmal aus dem Jahre 1982.

### Seitenschiffe und Kapellen mit weiteren Grabmälern
- Kaplica prymasa Potockiego (Kapelle des Primas Potocki), in der Krypta wurden bestattet:
  - 1738: Primas Theodor Andreas Potocki, derzeit in der Kaplica prymasa Łubieńskiego (s. unten)
  - 1829: Primas Ignacy Krasicki, derzeit in der Kaplica prymasa Łubieńskiego (s. unten)
  - 1939: Bischof Antoni Laubitz
  - 1956: Apostolischer Protonotar Aleksy Brasse.
- In derKaplica Bożego Ciała (Kapelle des Gottesleibs), auch Kaplica Prymas Sprowskiego (Kapelle des Primas Sprowski) wird das Allerheiligstes Sakrament des Altares aufbewahrt. In der Krypta wurden bestattet:
  - 1464: Primas Jan Sprowski
  - 1693: Bischof Wojciech Stawowski
  - 1721: Primas Stanisław Szembek
- In der Kaplica Doktorów (Kapelle der Doktoren), auch bekannt als Kaplica św. Jana Nepomucena (Kapelle des Johannes Nepomuk) bietet der Pönitentiar (Bußkanoniker) regelmäßig die Möglichkeit zur Beichte an. In der Krypta wurden Kanoniker des Gniezno-Kathedralkapitels bestattet. 
  - Kanoniker Jasicki
  - Kanoniker Oczko
  - Kanoniker Kantecki
  - Kanoniker Robertson
  - Kanoniker Balcer Pstrokoński.
- Kaplica św. Walentego (Kapelle des Hl. Valentin), in der Krypta wurden die Kathedralvikare bestattet. Sie ist einmal jährlich, am 14. Februar geöffnet. Auch in dieser Kapelle bietet der Pönitentiar die Möglichkeit zur Beichte an.
- Kaplica Pana Jezusa (Jesus-Christus-Kapelle), bekannt auch als Kaplica Świętego Krzyża (Kapelle des Heiligen Kreuzes), in der Krypta wurden weitere Kanoniker des Gniezno-Domkapitels bestattet. Derzeit befindet sich in ihr das Cudowny Krzyż Gnieźnieński (Wundertätige Kreuz von Gniezno).
- Kaplica Niepokalanego Poczęcia NMP (Kapelle der Unbefleckten Empfängnis Mariens), auch bekannt als Kaplica prymasa Gembickiego, in der Krypta wurde Primas Wawrzyniec Gembicki bestattet.
- Kaplica Kołudzkich (Kapelle der Kołudzkis), in der Krypta wurden die Priester der Familie Kołudzki bestattet.
- Kaplica św. Andrzeja (Kapelle des Hl. Andreas), bekannt auch als Kaplica prymasa Olszowskiego, in der Krypta wurden bestattet:
  - 1454: Primas Władysław Oporowski,
  - 1677: Primas Andrzej Olszowski.
- Die Kapelle Kaplica Bogorii (Kapelle des Bogoria), bekannt auch als Kaplica Matki Bożej Częstochowskiej (Kapelle der Gottesmutter von Częstochowa) ist der Ort täglicher Beichte, die durch die Gemeindepfarrer sowie das Priesterseminar Gnieznos abgenommen werden. In der Krypta wurden bestattet:
  - 1376: Erzbischof Jarosław Bogoria Skotnicki,
  - 1685: Primas Jan Wydżga
- In der Kaplica św. Stanisława (Kapelle des Hl. Stanislaus), bekannt als Kaplica sufragańską (Kapelle der Suffraganen) leistet der Bußkanoniker seinen Beichtdienst. In der Krypta wurden bestattet:
  - 1608: Bischof Jan Gniazdowski,
  - 1661: Kanoniker Stanisław Sławieński.
- Kaplica prym. Baranowskiego (Kapelle des Primas Baranowski), in deren Krypta im Jahre 1615 Primas Wojciech Baranowski bestattet wurde.
- Kaplica św. Mikołaja (Kapelle des Hl. Nikolaus), bekannt als Kaplica prym. Dzierzgowskiego, in der Krypta wurde 1559 Primas Mikołaj Dzierzgowski bestattet.
- Kaplica prymasa Łubieńskiego (Primas Lubienski-Kapelle), in der Krypta wurden bestattet:
  - 1480: Primas Jakub z Sienna,
  - 1537: Primas Andrzej Krzycki,
  - 1652: Primas Maciej Łubieński, der im Sarg vor der Krypta ruht
  - 1926: Primas Edmund Kardinal Dalbor, der ebenfalls im Sarg vor der Krypta ruht.

### Glocken
Da die beiden Westtürme nach den Zerstörungen des Gebäudes für ein schweres Geläut nicht mehr standsicher waren, veranlasste der Kirchenrat den Bau eines gesonderten Glockenturmes, der 1975 eingeweiht wurde. Hierher kamen die erhaltenen Glocken, darunter die zur Gusszeit viertgrößte Glocke in Polen, die St. Adalbert aus dem 18. Jahrhundert.

### Orgel

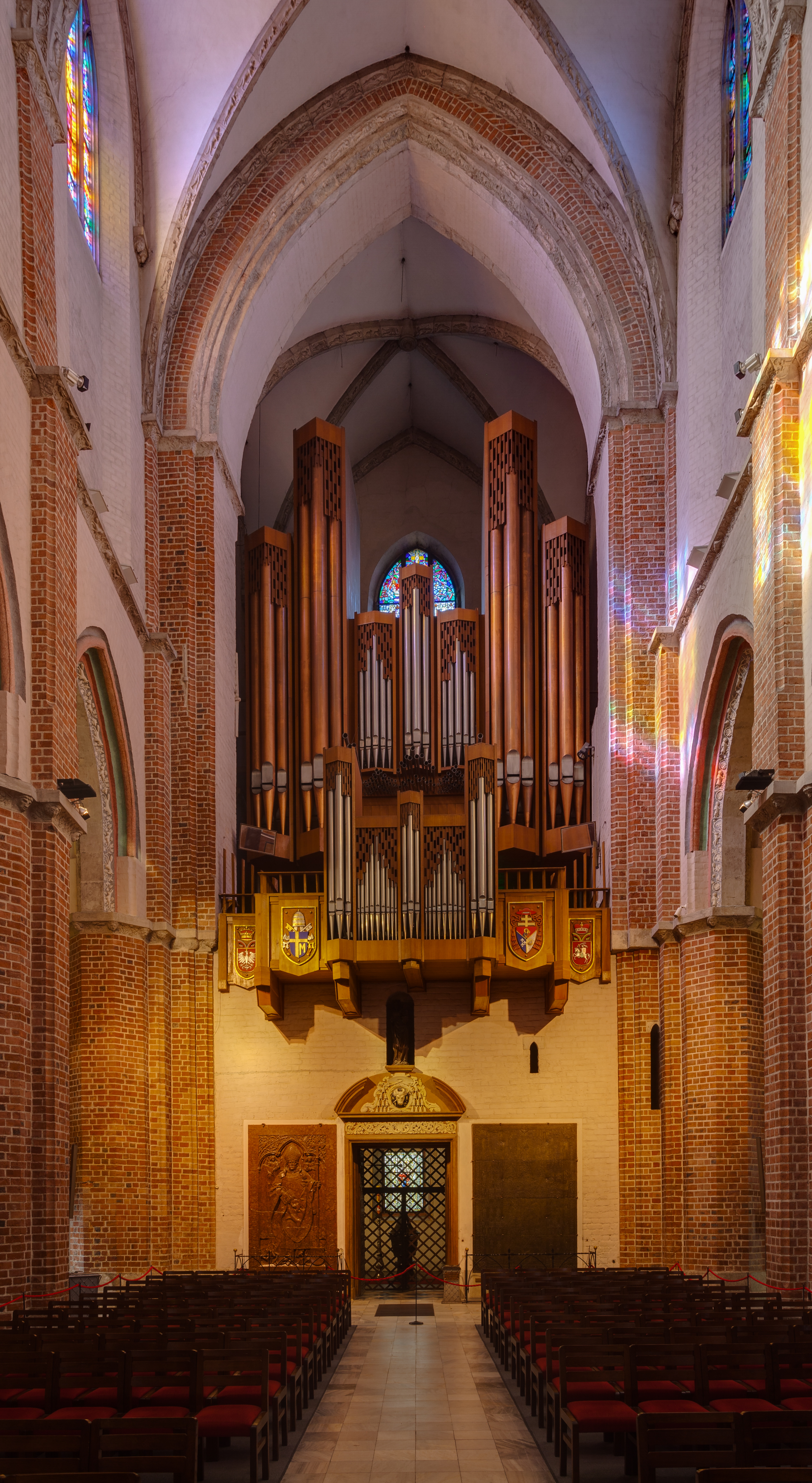
Orgel der Erzkathedrale

Die Orgel wurde 1976 von der Firma Janusz & Zygmunt Kamińsky (Warschau) gebaut, unter Verwendung von Bauteilen, die von der Firma Laukhuff hergestellt und geliefert wurden. Das Werk umfasst 52 Register, die auf drei Manualen und Pedal verteilt sind. Die Spieltraktur der Schleifladenorgel ist mechanisch, die Registertraktur ist elektrisch.
Im Internet findet sich ein kurzes Klangbeispiel, verbunden mit einem Schwenk durch das Kirchenschiff.

## Umgebung

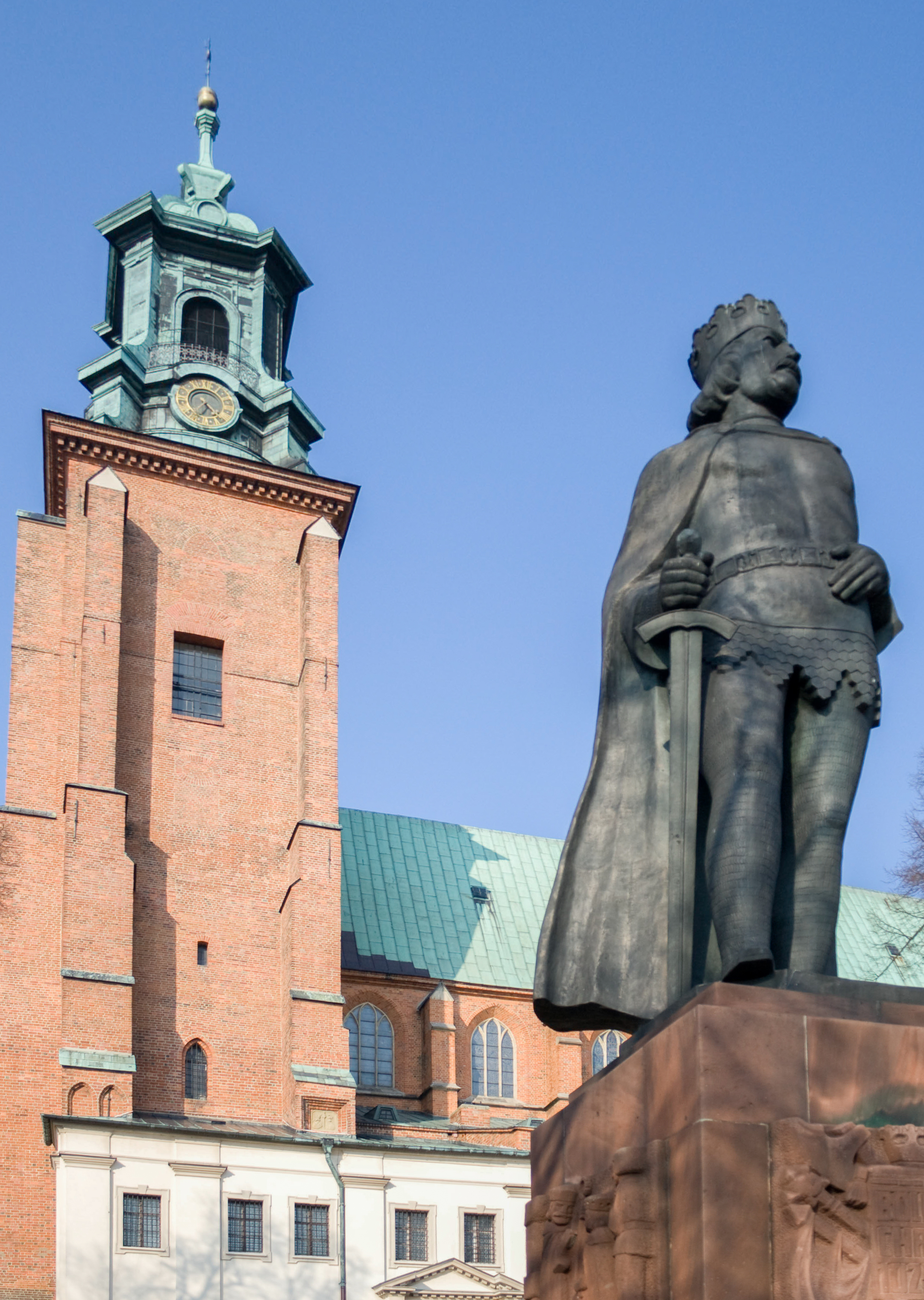
Denkmal Bolesław I. Chrobry vor der Erzkathedrale von Gniezno

Nördlich der Erzkathedrale von Gniezno befindet sich das Erzstift zusammen mit der Kolegacki Kościół św. Jerzego (Erzstiftskirche des Hl. Jerzy). Im Erzstift befindet sich z. B. das Erzbischöfliche Archiv zu Gniezno mit dem Erzdiözesanmuseum. Östlich der Erzkathedrale blickt man über den Lech-Hügel auf den Marktplatz von Gniezno. Südlich der Erzkathedrale steht das 1939 zerstörte bzw. 1985 wieder errichtete Bolesław I. Chrobry-Denkmal von Gniezno. Westlich der Erzkathedrale befindet sich der begrünte Plac Św. Wojciecha (Platz des Hl. Wojciech), auf dem jährlich die großen Open-Air-Liturgiefeiern veranstaltet werden.

## Königliche Krönungen in der Erzkathedrale zu Gniezno
Fünf polnische Könige wurden über drei Jahrhunderte in der Erzkathedrale von Gniezno gekrönt. Das waren:
- im Jahre 1025: Bolesław I Chrobry
- 25. Dezember 1025: Mieszko II. Lambert
- 25. Dezember 1076: Bolesław II. Szczodry
- 26. Juni 1295: Przemysł II.
- im August 1300: Wacław II.